# Atrévete (canción de El Sueño de Morfeo)
«Atrévete» (en inglés: "Dare") es una canción de letra optimista y ritmo rápido (uptempo) compuesta por El Sueño de Morfeo, candidata a representar a España en el Festival de Eurovisión 2013. 
“Atrévete” se caracteriza por los estribillos pegadizos y por ser una canción fundamentalmente alegre. La canción sigue la línea del grupo, reconociéndose el estilo de temas tan exitosos como “Nunca volverá” o “Depende de ti”. 
En cuanto a la base instrumental, imperan el violín, la flauta y la gaita, si bien se introduce el banjo.  Todo ello confiere a “Atrévete” el sello del grupo, que siempre se ha vinculado a la música celta. La canción defiende un potente mensaje: Atrévete y vive.
“Atrévete” ha sido uno de los dos temas, junto a “Revolución”, sometido a votación popular por parte de RTVE, y que finalmente ha sido elegido con el 69,9% de los votos para estar en la gala del próximo 26 de febrero, en la que se elegirá la canción con la que el grupo español El Sueño de Morfeo representará a España en el Festival de Eurovisión.